# Ueli Bietenhader
Ueli Bietenhader (* 23. Januar 1937 in Heiden AR als Ulrich Bietenhader) ist ein Schweizer Komponist, Musikpädagoge und Erzähler.

## Leben
Bietenhader lebt seit 1942 in Altstätten, wo er als Lehrer und Musikpädagoge arbeitete. Nach seiner Tätigkeit als Reallehrer studierte er Schulmusik und Gesang am Landeskonservatorium Feldkirch und am Konservatorium Zürich. Er leitete viele Jahre die Musikschule Oberrheintal und war als deren Leiter auch Leiter des collegium vocales Altstätten. Neben meist humoristischen Kurzfilmen profilierte sich er auch als Komponist heimatlicher Singspiele und als volkstümlicher Erzähler und Autor autobiographischer Geschichten.

## Werke
- Eine Ostermusik für Chor, 2 Trompeten, Horn, Posaune und Pauken (1988)
- Drei Weihnachtslieder für gemischten Chor und Instrumentalensemble
- Der Lobgesang der Maria – Ein deutsches Magnificat (Text: Lukas 1, 46–55) für Jugendchor SSA und Sopran solo (1989), Fassung für gemischten Chor, Solosopran SATB, Streichquartett oder Holzbläserquartett: Flöte, Oboe, Klarinette, Fagott (1997)
- So gehst du nun, mein Jesu hin, Motette (Text: Nachtenhöfer 17. Jh.) für gemischten Chor SATB (1991)
- Ein feste Burg ist unser Gott (Text: Martin Luther) Kantate für gemischten Chor SATB und Bariton solo, Streicher, Oboe, Posaune, Orgel und Pauken (1992)
- Missa Rhenania, Messe, Kyrie und Agnus Dei für gemischten Chor a cappella (Fragment)
- D’Altstätter-Wienacht, Singspiel (Text: Ueli Bietenhader) für Jugendchor SSA und Jugendorchester (1985)
- Mein Rheintal (Die 4 Jahreszeiten im Rheintal) ein Singspiel für Jugendchor SSAA, Soli und Jugendorchester (1987)

## Schriften
- Gschichte vonere Juget. Eigenverlag 1999
- Roote Holder ond anderi Gschichte vonnere Juget i de Alstätter Mundart verzellt. Appenzellerverlag 2003
- Mollmoll Moll, da sänd no Lüüt. Gschichte, verzellt i de Altstätter Mundart. Appenzellerverlag 2013